# Pappochroma
Pappochroma es un género de plantas con flores perteneciente a la familia  Asteraceae. Comprende 8 especies descritas y de estas, solo 6aceptadas. Es originario de Australia.

## Taxonomía
El género fue descrito por Constantine Samuel Rafinesque y publicado en Flora Telluriana 2: 48. 1836[1837].

## Especies seleccionadas
A continuación se brinda un listado de las especies del género Pappochroma aceptadas hasta agosto de 2012, ordenadas alfabéticamente. Para cada una se indica el nombre binomial seguido del autor, abreviado según las convenciones y usos.
- Pappochroma gunnii (Hook.f.) G.L.Nesom
- Pappochroma pappocromum (Labill.) G.L.Nesom
- Pappochroma setosum (Benth.) G.L.Nesom
- Pappochroma stellatum (Hook.f.) G.L.Nesom
- Pappochroma tasmanica (Hook.f.) G.L.Nesom
- Pappochroma trigonum (S.J.Forbes & D.I.Morris) G.L.Nesom
- Pappochroma uniflora Raf.